# Aaryn Ellenberg
Aaryn Ellenberg (19 lipca 1992 w Las Vegas) – amerykańska koszykarka występująca na pozycji rozgrywającej, obecnie zawodniczka tureckiego Hatay Büyükşehir Belediyesi.
29 sierpnia 2020 zawarła umowę z CCC Polkowice.

## Osiągnięcia
Stan na 26 lutego 2022, na podstawie, o ile nie zaznaczono inaczej.
NCAA
- Uczestniczka rozgrywek Sweet 16 turnieju NCAA (2011, 2013)
- Mistrzyni sezonu regularnego konferencji Big 12 (2012)
- Zaliczona do:
  - I składu:
    - Big 12 (2012–2014)
    - turnieju All-Vanderbilt Thanksgiving (2012)
    - najlepszych pierwszorocznych zawodników Big 12 (2011)

  - składu honorable mention:
    - All-America  (2013, 2014 przez Associated Press, WBCA)
    - Big 12 (2011)
- Zawodniczka tygodnia Big 12 (23.01.2012, 18.11.2013)
- Najlepsza pierwszoroczna zawodniczka kolejki Big 12 (4 x – 2011)

Drużynowe
- Mistrzyni:
  - ligi austriacko-słowackiej ASWBL (2016)
  - Słowacji (2019)
- Wicemistrzyni:
  - CEWL (Central Europe Women's League – 2016)
  - Polski (2021)[5]
  - Słowacji (2018)
  - Islandii (2017)
- Zdobywczyni pucharu:
  - Słowacji (2019)
  - Austrii (2016)
- Finalistka Pucharu Polski (2021)[6]
- Uczestniczka rozgrywek Eurocup (2015/2016, 2018/2019)

Indywidualne
(* – nagrody przyznane przez portal eurobasket.com)
- MVP*:
  - ligi austriackiej AWBL (2016)
  - kolejki ligi:
    - islandzkiej (3 x – 2016/2017)
    - słowackiej (11 – 2018/2019)
- Największy postęp ligi austriacko-słowackiej AWBL (2016)*
- Najlepsza zawodniczka*:
  - defensywna ligi CEWL (2016)
  - występująca na pozycji obronnej ligi:
    - CEWL (2016)
    - austriackiej AWBL (2016)
- Zaliczona do:
  - I składu:
    - EBLK (2021)[7]
    - ligi CEWL (2016)*
    - ligi austriacko-słowackiej AWBL (2016)*
    - najlepszych zagranicznych zawodniczek ligi*:
      - słowackiej (2018, 2019)
      - islandzkiej (2017)

  - II składu ligi*:
    - islandzkiej (2017)
    - słowackiej (2018, 2019)

  - składu honorable mention Eurocup (2019)*

Reprezentacja
- Mistrzyni uniwersjady (2013)